# 멜 오트

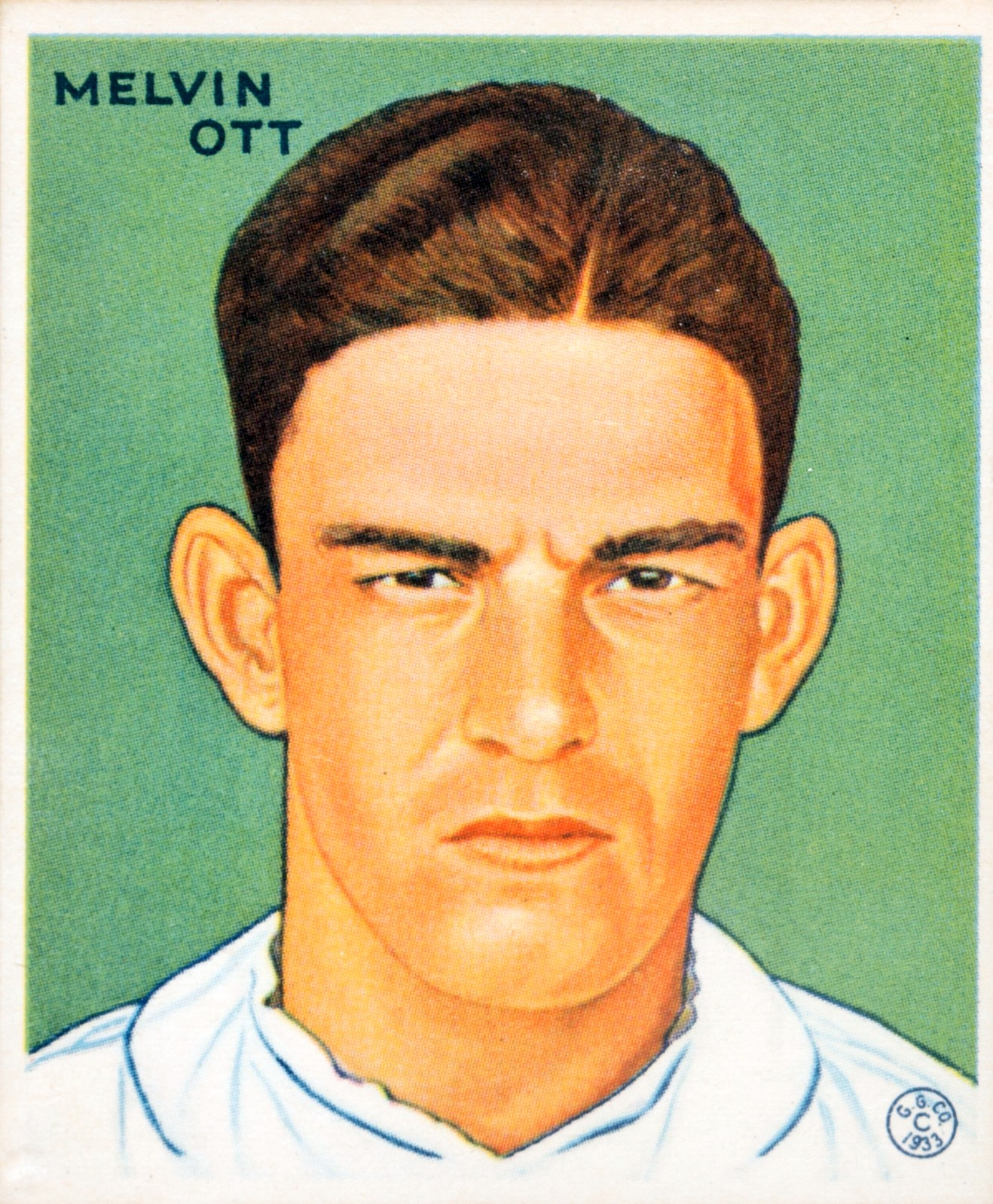
멜 오트

멜빈 토마스 오트(Melvin Thomas Ott, 1909년 3월 2일 ~ 1958년 11월 21일)는 메이저 리그 베이스볼 우익수이다. 뉴욕 자이언츠 (1926-1947) 에서만 선수 생활을 했다. 우투좌타였으며, 500홈런을 넘긴 첫 내셔널 리그 타자였다.

## 같이 보기
- 500 홈런 클럽